# Talayuela (ort)
Talayuela är en ort i Spanien.   Den ligger i provinsen Provincia de Cáceres och regionen Extremadura, i den centrala delen av landet, 170 km väster om huvudstaden Madrid. Talayuela ligger 290 meter över havet och antalet invånare är 10 189.
Terrängen runt Talayuela är platt åt sydost, men åt nordväst är den kuperad. Runt Talayuela är det ganska tätbefolkat, med 93 invånare per kvadratkilometer. Närmaste större samhälle är Navalmoral de la Mata, 12,1 km sydost om Talayuela. Omgivningarna runt Talayuela är huvudsakligen savann.